# Platydoras brachylecis
Platydoras brachylecis és una espècie de peix de la família dels doràdids i de l'ordre dels siluriformes.

## Morfologia
- Els mascles poden assolir 21,6 cm de longitud total.[5]

## Hàbitat
És un peix d'aigua dolça i de clima tropical.

## Distribució geogràfica
Es troba a Sud-amèrica: conques dels rius Mearim, Pindaré, Itapecuru i Parnaíba (nord-est del Brasil).